# Амбро Пиетор
Амбро Пиетор (словац. Ambro Pietor; 15 октября 1843, Бобровец, Моравия, Австрийская империя (ныне район Липтовски-Микулаш, Жилинский край, Словакия) — 3 декабря 1906, г. Мартин, Австро-Венгрия) — словацкий журналист, редактор и публицист. Деятель словацкого национального культурно-просветительного движения.

## Биография
Учился в гимназии в Левоче, откуда был исключён за участие в национальном движении. Окончил школу в 1866 году в Банской-Бистрице. Затем изучал право в университетах Пешта, Вены и Праги.
Активный защитник гражданских прав словаков. В 1868 году за антиправительственные выступления был арестован и заключён в тюрьму в Банской-Бистрице.
С 1870 года редактор, в 1874—1898 гг. ответственный редактор газеты «Národnie noviny» в Мартине. Одновременно в 1881—1906 гг. ответственный редактор и издатель журнала «Národný hlásník».
Член комитета Матица словацкая, секретарь и инициатор создания ассоциации Živena, соучредитель гимназии в Клашторе-под-Зневом.
В 1882 году стал почётным членом Татранского объединения в Вене. В 1888 году участвовал в праздновании 900-летия Крещения Руси в Киеве.
Автор ряда публикаций, связанных с вопросами словацкого национального культурно-просветительного движения. Писал под псевдонимами Бобровецкий, А. Петров.
Похоронен на Народном кладбище в Мартине.

## Избранные публикации
- 1899 — Na ochranu slovenského ľudu, Martin,
- 1899 — Z môjho väzenia, Národnie noviny 30, s. 3-5
- 1905 — Nápor-odpor, Martin